# 사탄의 태양 아래

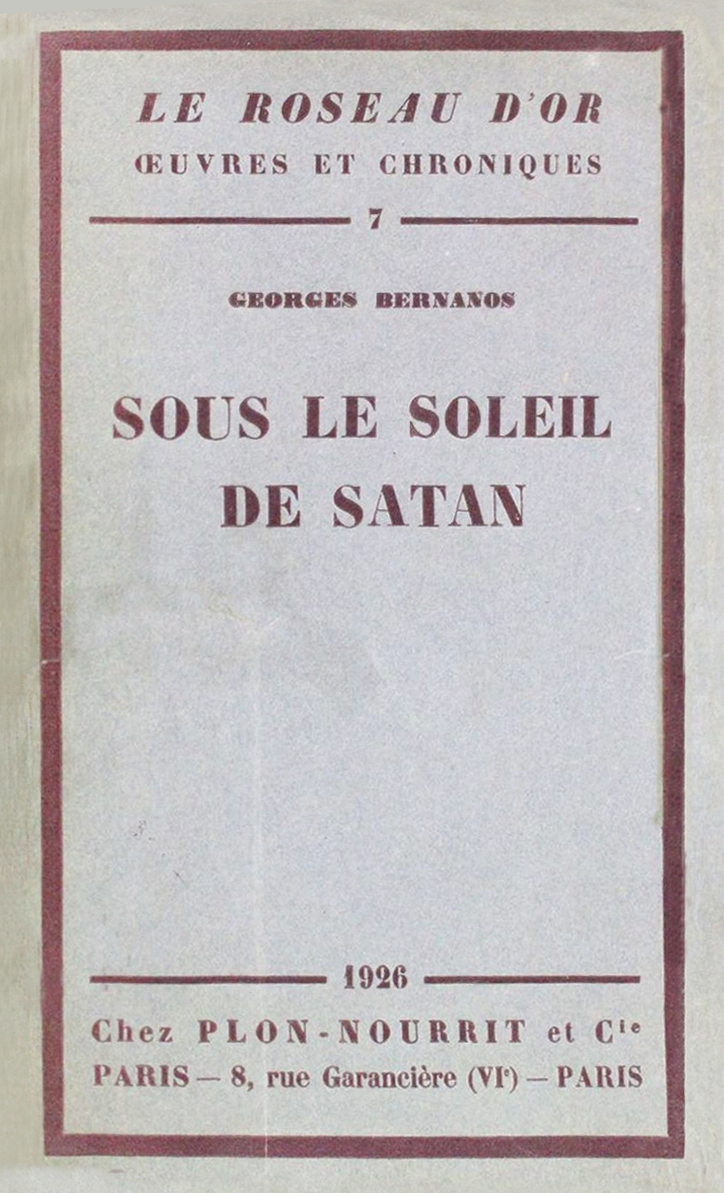

《사탄의 태양 아래》(프랑스어: Sous le soleil de Satan)는 조르주 베르나노스가 지은 소설로, 조르주 베르나노스의 첫 작품이다. 무셰트를 주인공으로 한 "서막(序幕)-무셰트의 이야기"와 도니상 신부를 주인공으로 한 "절망의 유혹", 그리고 2부 "룅브르의 성자(聖者)"의 세 부분으로 구성되어 있다.